# CMA Music Festival
CMA Music Festival är en countryfestival som pågår i dagarna fyra i Nashville i juni månad. Festivalen har hållit på sedan 1972, då hette det Fan Fair.
2011 uppgavs evenemanget ha lockat totalt 250 000 personer.  Besökare kom från 41 olika länder, och alla 50 amerikanska delstater.

### Fotnoter
1. ↑  ”CMA Music Festival:Country Music's Biggest Party”. Great American Country Television (GAC TV). 27 februari 2006. Arkiverad från originalet den 27 september 2007. https://web.archive.org/web/20070927195502/http://www.gactv.com/gac/shows_spl/episode/0%2C%2CGAC_26200_48745%2C00.html. Läst 9 juli 2007.
2. ↑  ”Arkiverade kopian”. Arkiverad från originalet den 21 juli 2012. https://web.archive.org/web/20120721123447/http://nashvillemusiccouncil.com/blog/cma-fest-its-wrap. Läst 26 juli 2012.
3. ↑  http://www.musicrow.com/2010/06/festival-attendance-booms-up-16-percent/